# Gérard Delruelle
Gérard Pierre Delruelle (Luik, 28 juni 1933 - Tervuren, 9 oktober 2019) was een Belgisch volksvertegenwoordiger en senator.

## Levensloop
Delruelle werd burgerlijk ingenieur, gespecialiseerd in metallurgie. Hij werd ingenieur in de metaalfabriek van zijn familie en was er verantwoordelijke voor de Dienst Onderzoek en Ontwikkeling en van 1959 tot 1973 directie-attaché. Nadat de fabriek verkocht moest worden, was hij van 1974 tot 1978 gedelegeerd administrateur en van 1979 tot 1983 voorzitter van het directiecomité bij SA Mechim.
Hij sloot zich aan bij de PLP en was van 1965 tot 1971 lid van de Kamer van volksvertegenwoordigers voor het arrondissement Luik, een mandaat dat hij van 1977 tot 1978 opnieuw uitoefende. Van 1973 tot 1974 zetelde hij eveneens als gecoöpteerd senator in de Belgische Senaat. Binnen de PLP was hij voorzitter van de commissie Economische Zaken.
In het parlement behoorde hij tot de interparlementaire 'Groep van 28', waar hij voor het eerst namens de liberale partij, de mogelijkheid van een economisch federalisme volgens drie gewesten naar voor schoof.
Hij sprak gevleugelde woorden uit over de groene partijen: "Ze zijn als een tomaat, groen om te beginnen, maar worden rood naarmate ze rijpen."
In 1983 werd hij voorzitter van Cockerill-Sambre, wat hij bleef tot in 1988. Ook werd hij de baas van de Luikse holding Polysoc.
Hij was een zoon van minister Jules Delruelle, een broer van industrieel Jacques Delruelle en een schoonbroer van Janine Delruelle-Ghobert, die ook politiek actief werd voor de PLP/PRL.